# 红叶坂

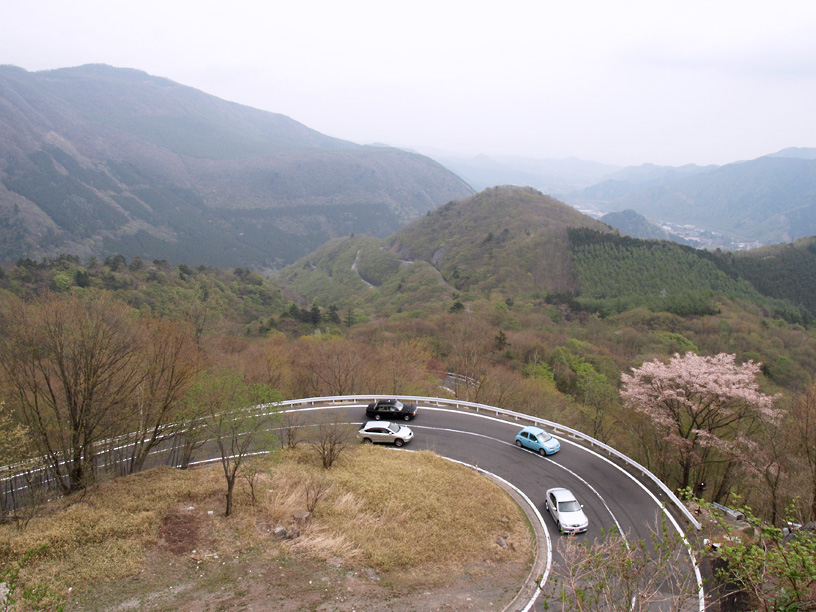
第二红叶坂

红叶坂，又稱伊呂波山道（日语：いろは坂），是日本栃木县日光市境内的国道120号从马返到中禅寺湖的山坡道，以伊呂波順編號而得名。是观赏红叶的胜地，为了吸引中国游客，当地人将其中文翻译为红叶坂。

## 概要
這段道路以伊呂波順來編號，红叶坂分为第一红叶坂和第二红叶坂，只能单向通行。第二红叶坂是马返到中禅寺湖的上山道，共有从到的20个转弯。第一红叶坂是从中禅寺湖到马返的下山道，共有从到的28个转弯。第一红叶坂和第二红叶坂合计48个转弯。
从第二红叶坂至中禅寺湖途中有「黒发平」和「明智平」两个停车场，如乘坐东武巴士能在上山途中在明智平下车。从明智平乘坐明智平缆车可以到达瞭望台，這里是观赏华严瀑布，中禅寺湖和红叶的绝佳景点。明智平在第二红叶坂，所以只在上山时经过。
每到秋天观赏红叶的季节红叶坂的交通会十分拥堵，此时山里的日本猴会出来向游客讨取食物。

## 历史
- 奈良时代 - 胜道上人首次登顶男体山。
- 明治时代初期 - 男体山不许女人和牛马攀登。女人和牛马以马返为界不可逾越。第一红叶坂的马返设有女人堂，供妇女遥拜男体山。
- 大正时代 - 建成第一红叶坂。
- 1953年（昭和28年）5月18日 - 国道120号被指定为二级国道。
- 1954年（昭和29年）10月1日 - 日本被指定为全国第2条收费道路[1]。
- 1959年（昭和34年） - 管理权移交给日本道路公团。
- 1963年（昭和38年）7月30日 - 第二红叶坂起工[2]。
- 1965年（昭和40年）9月22日 - 第二红叶坂完工[3]。
- 1965年（昭和40年）10月7日 - 第二红叶坂开通[4]。
- 1984年（昭和59年）10月1日 - 开始免费通行[5]。
- 1986年（昭和61年） - 被选为日本道路100景。
- 1987年（昭和62年）4月 - 被为日本浪漫街道。

## 與紅葉坂(又稱伊呂波山道)相關的作品
- 頭文字D
- 飆速宅男